# Dowerin Shire
Koordinaten: 31° 11′ S, 117° 2′ O

Das Shire of Dowerin ist ein lokales Verwaltungsgebiet (LGA) im australischen Bundesstaat Western Australia. Das Gebiet ist 1847 km² groß und hat etwa 700 Einwohner (2016).
Dowerin liegt im westaustralischen "Weizengürtel" im Zentrum des Staates etwa 140 Kilometer nordöstlich der Hauptstadt Perth. Der Sitz des Shire Councils befindet sich in der Ortschaft Dowerin, wo etwa 400 Einwohner leben (2016).

## Verwaltung
Der Dowerin Council hat zehn Mitglieder, acht Councillor werden von den Bewohnern der drei Wards (vier aus dem Town Ward, je zwei aus dem Rural North und dem Rural South Ward) gewählt. Der Vorsitzende des Councils (Shire President) und sein Stellvertreter (Deputy) werden von allen Bewohnern des Shires gewählt.